# Gâmbia nos Jogos Olímpicos de Verão de 2004
A Gâmbia competiu nos Jogos Olímpicos de Verão de 2004, em Atenas, na Grécia.